# Alfred Weber
Alfred Weber (ur. 30 lipca 1868 w Erfurcie, zm. 2 maja 1958 w Heidelbergu) – niemiecki socjolog i teoretyk kultury, przedstawiciel tzw. socjologii historycznej, twórca teorii lokalizacji przemysłu.

## Życiorys
Studiował archeologię i historię sztuki w Bonn, a od 1889 prawo w Tybindze. W 1892 uzyskał w Berlinie doktorat z ekonomii pod kierunkiem Gustava Schmollera, u którego w 1900 uzyskał habilitację. W 1904 został zatrudniony na Uniwersytecie Niemieckim w Pradze. W czasie I wojny światowej zgłosił się na ochotnika dowodził kompanią w Alzacji, a w 1916 został konsultantem w Skarbie Rzeszy. Odznaczony w 1914 został Krzyżem Żelaznym 2 klasy i Orderem Lwa Zeryngeńskiego. W latach 1907–1933 oraz 1945–1958 profesor uniwersytetu w Heidelbergu (w latach 1933–1945 zwolniony ze względu na krytykę poglądów nazistowskich). W 1954 otrzymał Pour le Mérite za Naukę i Sztukę.
Był bratem Maxa Webera (również socjologa).

## Najważniejsze prace
- Über den Standort der Industrien (1909)
- Ideen zur Staats – und Kultursoziologie (1927)
- Kulturgeschichte als Kultursoziologie (1935)
- Farewell to European History... (1947)
- Einführung in die Soziologie (1955)